# Vehicle (Wess & The Airedales)
Vehicle è il sesto (ed ultimo) album del gruppo statunitense Wess & The Airedales, pubblicato su LP e cassetta dalla Durium (catalogo ms A 77295 e MD.A 189) nel 1972.

## Descrizione
L'album contiene 12 brani (6 per facciata), tra cui vanno citati: Il vento amico, Voglio stare con te – cantato in coppia con Dori Ghezzi, per poi esser riproposto nell'album a loro nome (che uscirà l'anno seguente) – e Immagina che...:
- i primi due, pubblicati anche come singoli;
- gli ultimi due, che sono versioni italiane di United We Stand (Brotherhood of Man) e Imagine (John Lennon);

e una cover di Your Song, successo di Elton John.
Gli arrangiamenti sono di Vince Tempera (eccetto A3, A6, B1 e B2), Wess & The Airedales (A3 e A6), Massimo Salerno e Damiano Dattoli (B1 e B2).

## Tracce

### Lato A
1. Vehicle – 2:37 (Jim Peterik; edizioni musicali Southern)
2. Che giorno è – 3:19 (testo: Cristiano Minellono – musica: Alberto Anelli)
3. Fall Back in Love – 2:28 (Wesley Johnson, Douglas Fowlkes, Jesse King)
4. Il vento amico – 3:36 (testo: Marcello Marrocchi, Vittorio Tariciotti – musica: Marcello Marocchi)
5. Immagina che... (titolo originale: Imagine) – 3:07 (testo italiano: Paolo Limiti, Felice Piccarreda – testo originale e musica: John Lennon; edizioni musicali Ritmi e Canzoni)
6. There's Gonna Be a Revolution – 3:41 (Wesley Johnson, Douglas Fowlkes, Jesse King)

Durata totale: 18:48

### Lato B
Edizioni musicali Durium, solo le ultime due tracce non indicate.
1. Your Song – 3:42 (testo: Bernie Taupin – musica: Elton John; edizioni musicali Dick James Music)
2. Un uomo senza la sua donna – 2:42 (testo: Alberto Salerno – musica: Damiano Dattoli, Massimo Salerno; edizioni musicali Universale)
3. Funky Nassau – 2:38 (Ray Munnings, Tyronne Fitzgerald; edizioni musicali Sherlyn)
4. Wess e Dori Ghezzi – Voglio stare con te (titolo originale: United We Stand) – 3:02 (testo italiano: Luigi Albertelli – testo originale: Tony Hiller – musica: John Goodison; edizioni musicali Belwin Mills Italiana)
5. Vieni, primavera – 3:38 (testo: Paolo Rebulla – musica: Guy Fletcher[5])
6. Morire d'amore – 2:54 (testo: Felice Piccarreda, Renzo Cochis – musica: Piero Cassano)

Durata totale: 18:36